# Songthela wosanensis
Espèce
Synonymes
- Heptathela wosanensis Wang & Jiao, 1995

Songthela wosanensis est une espèce d'araignées mésothèles de la famille des Liphistiidae.

## Distribution
Cette espèce est endémique du Yunnan en Chine,. Elle se rencontre vers Wosan.

## Description
La femelle holotype mesure 21,97 mm.

## Systématique et taxinomie
Cette espèce a été décrite sous le protonyme Heptathela wosanensis par Wang et Jiao en 1995. Elle est placée dans le genre Songthela par Xu, Liu, Chen, Ono, Li et Kuntner en 2015.

## Étymologie
Son nom d'espèce, composé de wosan et du suffixe latin -ensis, « qui vit dans, qui habite », lui a été donné en référence au lieu de sa découverte, Wosan.

## Publication originale
- Wang & Jiao, 1995 : « A new species of the family Heptathela in China. » Yunnan Normal university Journal (Natural sciences Version), vol. 15, no 1, p. 80-81.